# Parodynerus nigropetiolatus
Parodynerus nigropetiolatus är en stekelart som beskrevs av Giordani Soika 1957. Parodynerus nigropetiolatus ingår i släktet Parodynerus och familjen Eumenidae. Utöver nominatformen finns också underarten P. n. nigerrimus.